# Jéssica Bouzas Maneiro
Jéssica Bouzas Maneiro   (Vilagarcía de Arousa, 24 de setembre de 2002) és una tenista gallega.

## Trajectòria
El desembre de 2020, Bouzas va jugar la seva primera final d'individual a Madrid, on va perdre contra Conny Perrin.
El gener de 2021, un mes després de ser subcampiona a la seva primera final, Bouzas va guanyar el seu primer títol individual en un esdeveniment de 15.000 dòlars al Caire on va derrotar a la jugadora eslovaca Chantal Škamlová a la final. Al març va arribar a la final a Gonesse. Una setmana més tard, a Le Havre, va perdre davant la francesa Léolia Jeanjean als quarts de final. Després va ser campiona a la ciutat de Càndia el mateix any.
El febrer de 2022, es va convertir en campiona a Villena vencent la estatunidenca Ashley Lahey a la final. Un mes després, va guanyar el seu segon títol de l'any a Palmanova. Després d'entrar a la final de 25.000 dòlars a Platja d'Aro al maig, va perdre davant la canària Guiomar Maristany.
A finals de juny a Orà, va guanyar una medalla de bronze en individual i la medalla d'or en dobles als Jocs Mediterranis. En associació amb Guiomar Maristany, va derrotar la parella maltesa de Francesca Curmi i Elaine Genovese.